# RX J0852.0-4622
RX J0852.0-4622（也稱為G266.2−1.2）是一個超新星殘骸。這個殘骸位於南天的船帆座內巨大且古老的船帆座超新星殘骸內（投影）。由於這個原因，RX J0852.0-4622通常被稱為Vela Junior。
它在1998被發現，是在使用成像康普頓望遠鏡（COMPTEL）檢測來自鈦-44核的γ射線衰變時發現的。
對此天體的距離仍有爭議。有一些科學家認為超新星殘骸的距離只有650-700光年，爆炸的時間（從地球看）也許在過去的800年。如果這個距離是正確的，可能的恆星殘骸物是PSR J0855-4644。
如果這個殘骸確實是年輕且在附近，地球大約在1250年時可以看見與之對應的超新星。這項解釋的一個困難是在當時沒有任何書面報告提及在那一部分天空有超新星。
奇怪的是，南極冰芯的分析表明1070年左右有一顆超新星 ，但當代天文學家完全都沒有紀錄。這顆超新星的位置在南緯46度，可能是位置太偏南，以致北半球的天文學家都沒有注意到，尤其是它的峰值亮度如果出現在北半球的夏季。在這個緯度，在北緯45度以上將看不見它，也就是歐洲絕大部分地區看不見。
在2001年發現它的中心緻密天體（CCO）。依據錢德拉X射線天文台初始的照片和深層影像，未能檢出緻密脈動天體的超新星殘骸，但信這是一顆中子星。

## 參閱
- http://imagine.gsfc.nasa.gov/docs/ask_astro/answers/981112c.html（页面存档备份，存于） Discussion about why not seen in 1250
- Iyudin, A. F.; Aschenbach, B.; Becker, W.; Dennerl, K.; Haberl, F. . Astronomy and Astrophysics. 2005-01-01, 429: 225–234. ISSN 0004-6361. doi:10.1051/0004-6361:20041779.
- Simbad data about Vela Junior remant（页面存档备份，存于）